# Gergő Bogár
Gergő Bogár (Salgótarján, 28 augustus 1991) is een Hongaars voetbalscheidsrechter. Hij is in dienst van FIFA en UEFA sinds 2020. Ook leidt hij sinds 2018 wedstrijden in de Nemzeti Bajnokság.
Op 1 september 2018 leidde Bogár zijn eerste wedstrijd in de Hongaarse nationale competitie. Tijdens het duel tussen Mezőkövesd en Puskás Akadémia (2–0) trok de leidsman driemaal de gele kaart. In Europees verband debuteerde hij op 27 augustus 2020 tijdens een wedstrijd tussen Iskra Danilovgrad en Lokomotiv Plovdiv in de eerste voorronde van de UEFA Europa League; het duel eindigde in 0–1 en Bogár gaf driemaal een gele kaart. Zijn eerste interland floot hij op 4 september 2021, toen Qatar met 1–3 verloor van Portugal. Tijdens deze wedstrijd deelde de Hongaar drie gele prenten uit en stuurde hij twee Qatarezen met direct rood van het veld.

## Interlands
| Datum            | Plaats                 | Wedstrijd                  | Uitslag | Competitie           | Kreeg geel | Kreeg voor de tweede keer geel en dus rood | Weggestuurd |
| ---------------- | ---------------------- | -------------------------- | ------- | -------------------- | ---------- | ------------------------------------------ | ----------- |
| 4 september 2021 | Debrecen, Hongarije    | Qatar – Portugal           | 1 – 3   | Vriendschappelijk    | 3          | 0                                          | 2           |
| 23 maart 2023    | Serravalle, San Marino | San Marino – Noord-Ierland | 0 – 2   | EK 2024 kwalificatie | 1          | 0                                          | 0           |
| 19 november 2023 | Brussel, België        | België – Azerbeidzjan      | 5 – 0   | EK 2024 kwalificatie | 4          | 1                                          | 0           |

Laatst aangepast op 22 november 2023.